# Histon Football Club
Maillots
Le Histon Football Club est un club anglais de football basé aux villes jumelées de Impington et Histon, près de Cambridge. Le club évolue cette saison en Isthmian League Division One North (D8)

## Repères historiques
Le club est fondé en 1904, sous le nom de Histon Institute Football Club. Il débute dans la Cambridgeshire Football League. 
En 2005, le club remporte la Southern Football League. Il est alors promu en Conference North (D6). Deux années plus tard, le club remporte ce championnat et se voit donc promu en Conference National (D5). 

## Palmarès
- Conference South (sixième division) : 
  - Champion : 2007

- Southern Football League (septième division) : 
  - Champion : 2005